# Hunt Spur
L'Hunt Spur è un aspro sperone roccioso che si stacca dal Monte Warden lungo la parete nordoccidentale del Watson Escarpment, nei Monti della Regina Maud, in Antartide.

## Storia
La formazione è stata mappata dall'United States Geological Survey (USGS) sulla base di rilevazioni e foto aeree scattate dalla U.S. Navy nel periodo 1960-63.
La denominazione è stata assegnata dall'Advisory Committee on Antarctic Names (US-ACAN) in onore di Glenn C. Hunt, della U.S. Navy, tecnico elettronico degli aerei della squadriglia VX-6 che prese parte per cinque anni all'Operazione Deep Freeze.